# Diosaccus valens
Diosaccus valens är en kräftdjursart som först beskrevs av Gurney 1927.  Diosaccus valens ingår i släktet Diosaccus och familjen Diosaccidae. Inga underarter finns listade i Catalogue of Life.